# Gobiodon reticulatus
Gobiodon reticulatus là một loài cá biển thuộc chi Gobiodon trong họ Cá bống trắng. Loài này được mô tả lần đầu tiên vào năm 1867.

## Từ nguyên
Tính từ định danh reticulatus trong tiếng Latinh có nghĩa là “có dạng mắt lưới”, hàm ý đề cập đến kiểu hình của loài cá này, với nhiều đốm trắng nhỏ tạo thành hoa văn mắt lưới ở phần thân sau và đuôi.

## Phân loại
G. reticulatus là loài chị em gần nhất với Gobiodon irregularis.

## Phân bố và môi trường sống
G. reticulatus có phân bố giới hạn ở Tây Ấn Độ Dương, trong vịnh Ba Tư và Biển Đỏ, xa hơn ở phía đông đến Chagos và Maldives.
G. reticulatus sống cộng sinh với san hô Acropora, được tìm thấy ở độ sâu khoảng 2–33 m. Acropora đang phải chịu tác động nghiêm trọng từ quá trình acid hóa đại dương và hiện tượng dao động phương Nam, khiến các rạn san hô bị tẩy trắng do ảnh hưởng nghiêm trọng từ sự kiện dao động phương Nam, cũng như acid hóa đại dương. Cá bống Gobiodon không thể sống trên những rạn san hô bị tẩy trắng hoặc phủ đầy tảo, do đó G. reticulatus được xếp vào nhóm Loài sắp nguy cấp theo Sách đỏ IUCN.

## Mô tả
Chiều dài cơ thể lớn nhất được ghi nhận ở G. reticulatus là 2,1 cm. Loài này có màu đỏ nâu/nâu cam toàn thân với rất nhiều đốm trắng, các vây trắng nhạt. Đầu có 5–6 vạch sọc trắng, có 2 ở gốc vây ngực. Gốc vây lưng và vây hậu môn có sọc xanh lam nhạt viền đỏ sẫm hoặc đen, viền vây thường có màu vàng.
Số gai vây lưng: 7; Số tia vây lưng: 10–12; Số gai vây hậu môn: 1; Số tia vây hậu môn: 9; Số gai vây bụng: 1; Số tia vây bụng: 5.